# Линтварьова Ксенія Василівна
Ксенія Василівна Линтварьова (Бекарюкова) (26 червня 1883, Харків — 21 травня 1969, США) — українська бібліотекарка, організаторка бібліотечної справи. Дружина Г. М. Линтварьова.

## Життєпис
Народилася 26 червня 1883 року в Харкові в заможній родині дворян Бекарюкових, які мали великі маєтності неподалік Куп'янська на Харківщині. Батько — Василь Іванович Бекарюков (1833—1900) — відомий земський діяч, предводитель дворянства Вовчанського повіту Харківської губернії.
Навчалася в харківській гімназії Оболенської. 1905 року закінчила університет Сорбонна (Париж), володіла німецькою, французькою та англійською мовами.
Від 1906 року працювала в бібліотеці Харківського товариства грамотності.
Вийшла заміж за Георгія Михайловича Линтварьова — талановитого піаніста, громадського діяча, депутата Державної думи І скликання від Харківської губернії. В родині було двоє дітей: син Георгій (?—?) та донька Ксенія (Оксана) (1908—2008).
Родовий маєток Линтварьових знаходився на Луці — у передмісті м. Суми. Наприкінці XIX — на початку XX ст. ця садиба була центром культурного життя краю, де завжди панувала творча атмосфера. У Линтварьових постійно гостювали відомі представників української та російської інтелігенції: А. П. Чехов з родиною, поет О. М. Плещеєв, художники В. Є. Маковський та К. В. Лебедєв, журналіст і видавець О. С. Суворін, літературознавець Н. О. Котляревський, історикиня О. Я. Єфименко, князь Д. О. Хілков та ін.
Після Жовтневого перевороту 1917 року родина опинилася у скрутному матеріальному становищі: майже все майно Линтварьових було конфісковано, чоловіка Ксенії Василівни було позбавлено громадянських прав, він зазнав переслідувань. Щоб прогодувати родину, Ксенія Линтварьова вимушена була важко працювати: випікала й продавала на базарі пиріжки, виготовляла ячмінну каву, співала в нічному клубі.
1921 року Ксенія Линтварьова очолила відділ (бюро) міжнародного книгообміну Всеросійського товариства культурних зв'язків із закордоном.
Обіймала посаду референта з бібліотечної справи в обкомі профспілки вищої школи, з 1936 року — завідувачка бібліотеки Харківського педагогічного інституту іноземних мов  імені Н. К. Крупської (нині факультет іноземних мов Харківського національного університету імені В. Н. Каразіна).
У 1939—1940 рр. жила в Ленінграді (нині Санкт-Петербург), працювала в Бібліотеці ім. М. Є. Салтикова-Щедріна (нині Російська національна бібліотека), потім в бібліотеці Академії наук СРСР.
У 1941 році Ксенія Василівна разом з чоловіком, донькою та онуками мешкала в Харкові за адресою: вул. Юмовська (нині Гуданова) 9/11, кв. 21. В період окупації донька працювала секретарем бургомістра міської управи, де познайомилася і потім майже тридцять років зберігала теплі стосунки з Юрієм Шевельовим і листувалася з ним. У своїх спогадах Шевельов згадував, що на роботі її звали Оксана Юр′ївна, дома — Ксенія Георгіївна; мати її була тільки і виключно Ксенія Василівна Бекарюкова.
Після смерті чоловіка у 1941 році Ксенія Василівна працювала директоркою наукової бібліотеки Харківського університету. Її заступницею з наукової роботи була дочка видатного українського історика Ольга Дмитрівна Багалій, яка трагічно загинула у вересні 1942 року. Разом з колективом вони пережила перші, найтяжчі місяці окупації, намагаючись врятувати від знищення цінні фонди книгозбірні.
6 лютого 1943 року Ксенія Василівна разом з групою співробітників університету, донькою і двома онуками вимушена була евакуюватися з Харкова. За спогадами Юрія Шевельова, який їхав разом з ними, спочатку дісталися Києва, потім жили у Львові, де донька Ксенія Георгіївна одружилася з археологом і науковцем Левком Чикаленком (1888—1965), сином відомого українського громадського діяча і мецената Євгена Чикаленка. Після закінчення Другої світової війни родина проживала у Західній Німеччині, а 1948 року переїхала до США.
Померла Ксенія Василівна Линтварьова 21 травня 1969 року.